# Lokale bestuurlijke gebieden van Tasmanië

Lokale bestuurlijke gebieden van Tasmanië

De Australische staat Tasmanië bevat 29 lokale bestuurlijke gebieden.

## B
Break O'Day - 
Brighton - 
Burnie

## C
Central Coast - 
Central Highlands - 
Circular Head - 
Clarence

## D
Derwent Valley - 
Devonport - 
Dorset

## F
Flinders

## G
George Town - 
Glamorgan Spring Bay - 
Glenorchy

## H
Hobart - 
Huon Valley

## K
Kentish - 
King Island - 
Kingborough

## L
Latrobe - 
Launceston

## M
Meander Valley

## N
Northern Midlands

## S
Sorell - 
Southern Midlands

## T
Tasman

## W
Waratah-Wynyard - 
West Coast - 
West Tamar